# 変愚蛮怒
変愚蛮怒（へんぐばんど、Hengband）は、ローグライクゲームの一つである。本作は、Moria / Angband 系のバリアントであり、直接の派生元は『ZAngband』の日本語版である。日本語版と英語版があり、自由ソフトウェアとして配布されている。

2021年2月14日に最新版3.0.0Alphaが公開されており、20年以上不定期に更新が継続されている。

## 概要
本作は、5つの町と19ヶ所のダンジョンを行き来しながら必要な能力と装備を蓄え、最終的には鉄獄地下100階に潜む「混沌のサーペント」と呼ばれる大蛇を倒すことを目的としている。
プレイヤーキャラクターは、38種の種族・29種の職業・13種の性格（職業によってはこれらに加えて12種の魔法）を組み合わせて作る。性格は能力値の補正や特殊能力を付与する効果があり、たとえば「いかさま」は、あたかも不正を行ったかのように能力値が異常に伸びる分、スコアが残らないという特徴がある。また、プレイヤーを女性にした場合、「セクシーギャル」という性格を選択することができる。こちらはすべての能力に補正が付く一方、敵に狙われやすくなる。
旅の途中では、「ユニークモンスター」と呼ばれる強敵や、「アーティファクト」と呼ばれる強力なアイテムが登場する。
本作は多種多様なパロディが詰め込まれていることで知られている一方、システム面では『ドラゴンクエスト』風のウインドウメニューの導入による操作面の簡便化など、オリジナルの『Rogue』になじみのないプレイヤーでも遊びやすくする工夫が施されている。

## バリアント
変愚蛮怒から派生したバリアントには、『タクティクスオウガ』風のアレンジを施した TOband や、海外製のバリアントとして、全体的に難度を高め、アーティファクトやモンスターの追加・削除をおこなった Entroband がある。
『簡単愚蛮怒』というバリアントも存在するが、これは Zangband 2.4.0 からの派生であり、開発者が変愚蛮怒の開発メンバーの一人であるほかに直接の関係はなく、現在は名前を XAngband に改めている。
近年では本作をベースに東方Projectのキャラなどの追加要素を加えた『変愚蛮怒勝手版』も登場し、現在も開発は継続している。

## 評価
「Game*Spark」のずんこ。は、本作におけるプレイヤーの成長要素が伝統的なローグライクの特徴とし、あえてたとえるならば『ディアブロ』のようなハック＆スラッシュに近いと述べている。ずんこ。は初見プレイ時に死にやすいなどハードルは高いとしつつも、それを乗り越えると本作独自の世界にひきこまれるのは確実だと評している。
本作は、月刊誌「DOS/V POWER REPORT」2017年10月号の「玄人が選ぶPCゲーム絶対名作100」の一つに選ばれている。